# Мости у Јаблункову
Мости у Јаблункову (чеш. Mosty u Jablunkova) је насељено мјесто са административним статусом сеоске општине (чеш. obec) у округу Фридек-Мистек, у Моравско-Шлеском крају, Чешка Република.

## Становништво
Према подацима о броју становника из 2014. године насеље је имало 3.892 становника.